# Islam in den Niederlanden

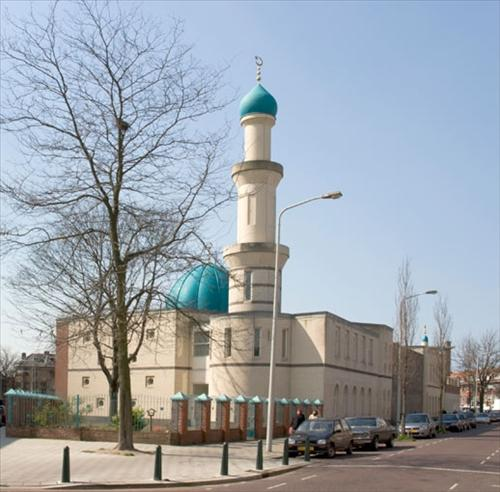
Moschee in Den Haag

Die Geschichte des Islam in den Niederlanden beginnt im frühen 17. Jahrhundert, als die Vereinigten Niederlande einen Freihandelsvertrag mit Marokko unterschrieben. Im 19. Jahrhundert erlebten die Niederlande eine sporadische muslimische Einwanderung aus Niederländisch-Indien, als diese südostasiatische Region eine niederländische Kolonie war. Das Wirtschaftswachstum zwischen 1960 und 1973 veranlasste schließlich die niederländische Regierung dazu, eine große Zahl von Arbeitsemigranten anzuwerben, hauptsächlich aus der Türkei und Marokko, und die Migration setzte sich auch danach in Form von Familienzusammenführungen und Asylanträgen von Menschen aus instabilen muslimischen Ländern fort.

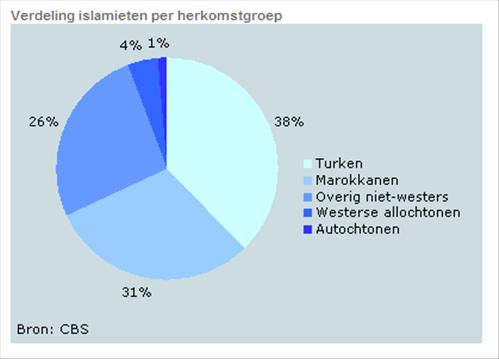
Herkunft der niederländischen Muslime

Zahlen aus dem Jahr 2009 zeigen, dass in den Niederlanden zurzeit ungefähr 825.000 Muslime leben, darunter 327.000 Marokkaner und 325.000 Türken. Die meisten von ihnen leben in einer der vier Großstädte des Landes: Amsterdam, Rotterdam, Den Haag und Utrecht.

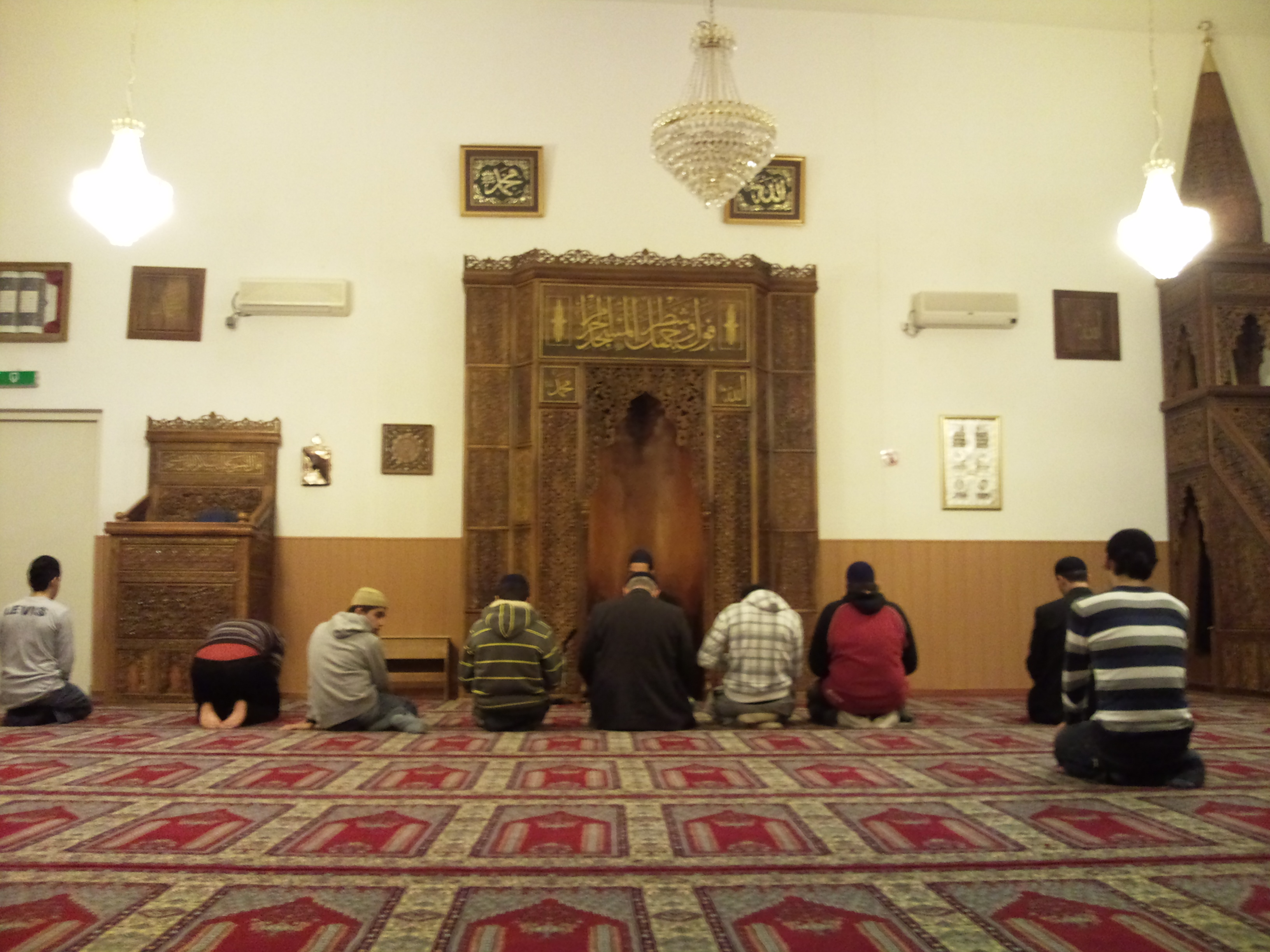
Niederländische Muslime beim Gebet in der Krekelstraat-Moschee in Nijmegen

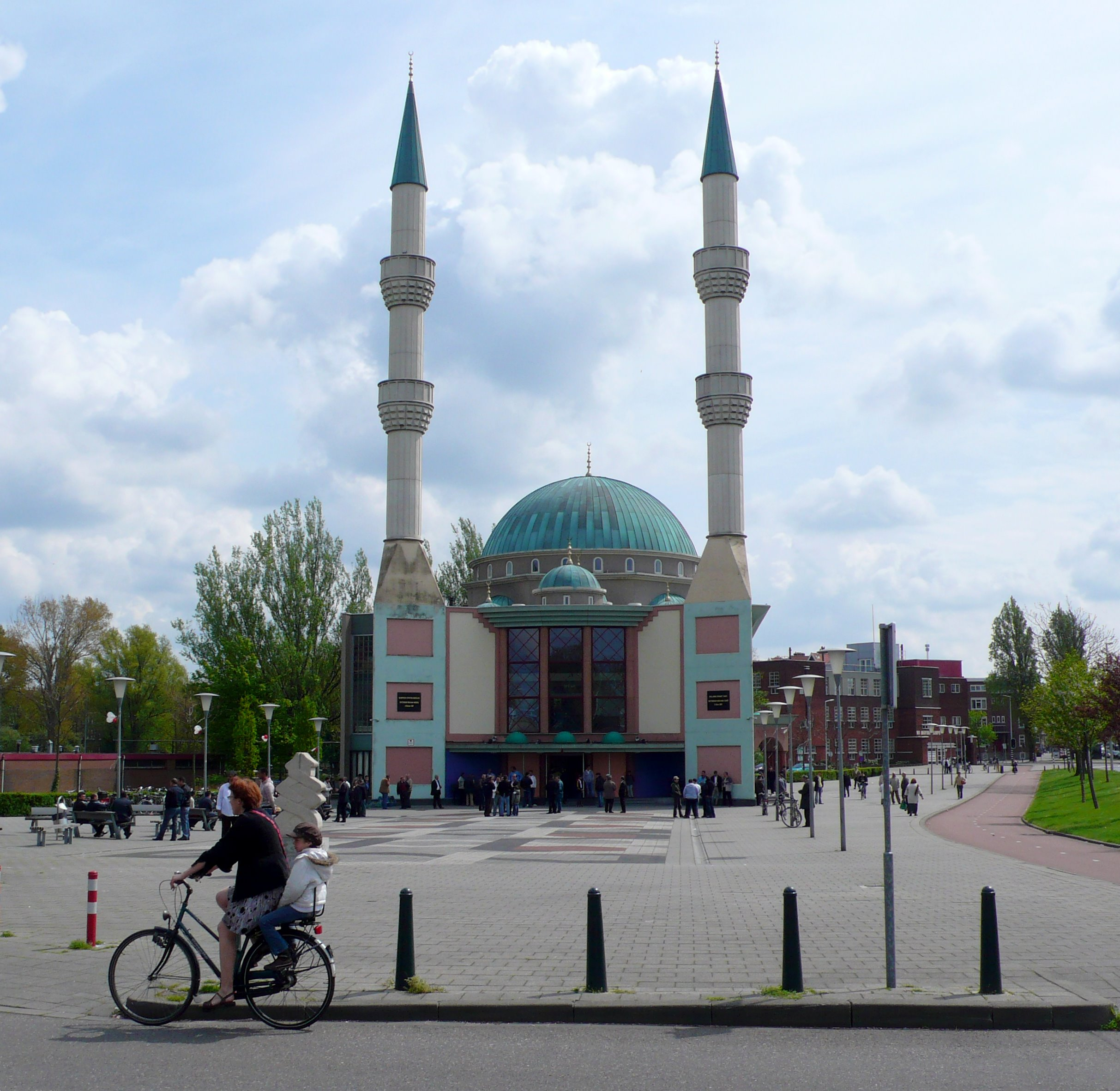
Die Mevlana-Moschee in Rotterdam

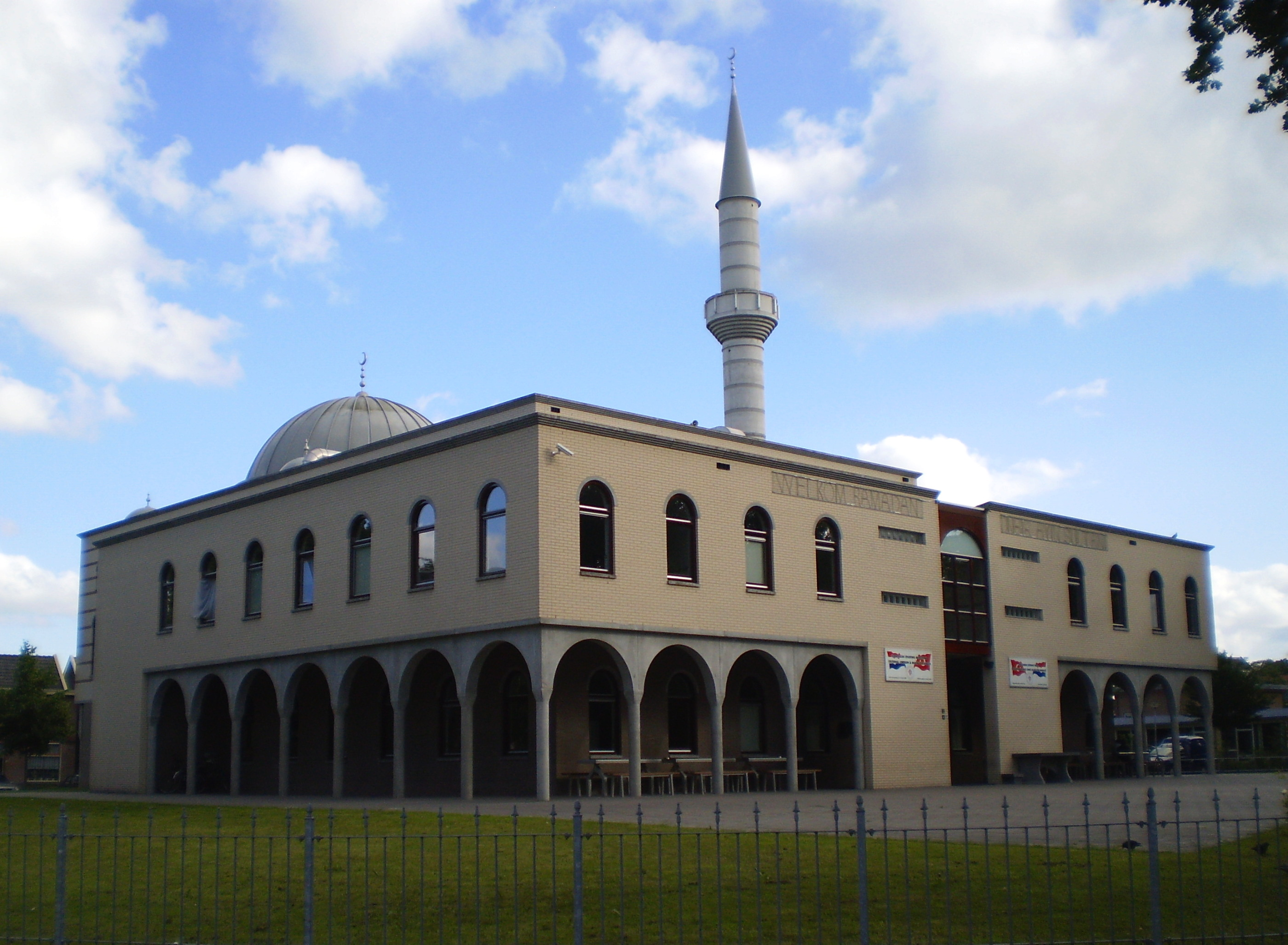
Die Merkez-Moschee in Deventer wird hauptsächlich von türkischstämmigen Muslimen besucht

## Geschichte

### Vertrag mit Marokko
Im frühen 17. Jahrhundert besuchte eine Delegation der Vereinigten Niederlande Marokko, um über ein gemeinsames Bündnis gegen Spanien und die Korsaren zu beratschlagen. Sultan Zaydan an Nasr (auch Zaidan el-Nasir oder Zidan Abu Maali) ernannte Samuel Pallache zu seinem Gesandten, und 1608 traf sich Pallache mit Statthalter Moritz von Oranien und den Generalstaaten in Den Haag.
Am 24. Dezember 1610 unterzeichneten beide Länder einen Vertrag, der den freien Handel zwischen den Niederlanden und Marokko anerkannte und dem es den Sultan gestattete, Schiffe, Waffen und Munition von den Niederländern zu kaufen. Es war nach der Franko-Osmanischen Allianz von 1536 einer der ersten offiziellen Verträge zwischen einem europäischen und einem nicht-christlichen Staat. Als Folge kamen wiederholt marokkanische Gesandte und Kaufleute in die Niederlande.
Im 17. Jahrhundert konvertierten zudem einige der niederländischen Korsaren, die schon am Unabhängigkeitskrieg gegen Spanien teilgenommen hatten, zum Islam und ließen sich dauerhaft in Nordafrika nieder (bekannte Beispiele dafür sind Simon de Danser, Süleyman Reis, Jan Janszoon).

### Niederländisch-Indien
Im 19. Jahrhundert verwalteten die Niederlande eine Inselgruppe, aus der später der Staat Indonesien wurde – ein hauptsächlich muslimisches Land mit der weltweit größten muslimischen Bevölkerung. Die ersten Muslime, die sich in den Niederlanden niederließen, flüchteten vor dem indonesischen Unabhängigkeitskrieg, der von 1945 bis 1949 dauerte.

### Immigration im 20. Jahrhundert
Die muslimische Einwohnerschaft in den Niederlanden ist unterschiedlicher Herkunft. Während der 1960er und 1970er Jahre benötigte das Land mehr Arbeitskräfte. Der Staat schloss Anwerbevereinbarungen mit Ländern wie der Türkei und Marokko ab, und Menschen von dort wurde es gestattet, sich zeitweise in den Niederlanden aufzuhalten (eine kleinere Zahl von muslimischen Migranten zu dieser Zeit kamen aus Tunesien und Algerien). Im Jahr 1973 wohnten ungefähr 22.000 Marokkaner im Land.
Die offizielle Arbeitsmigration endete 1973, dennoch nahm die Zahl der Marokkaner und Türken stetig zu, da die Einwanderer begünstigt durch Familienzusammenführungsgesetze ihre Familien nachträglich ins Land holten.
Schließlich kam eine Anzahl von surinamischen Muslimen vor und nach der Unabhängigkeit von Surinam 1975 in die Niederlande, und in den 1980ern und besonders seit den 1990ern kommen Muslime als Flüchtlinge und Asylbewerber in das Land, hauptsächlich aus Bosnien und Herzegowina, Somalia, Iran, Pakistan und Afghanistan.

## Demografische Situation

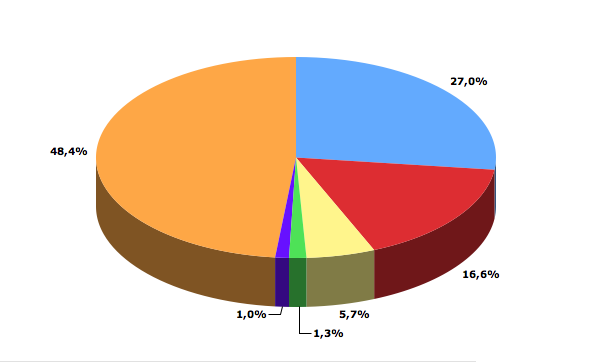
Rund 6 % (in der Grafik von 2006 sind es 5,7 %) der niederländischen Bevölkerung sind Muslime (gelb dargestellt)

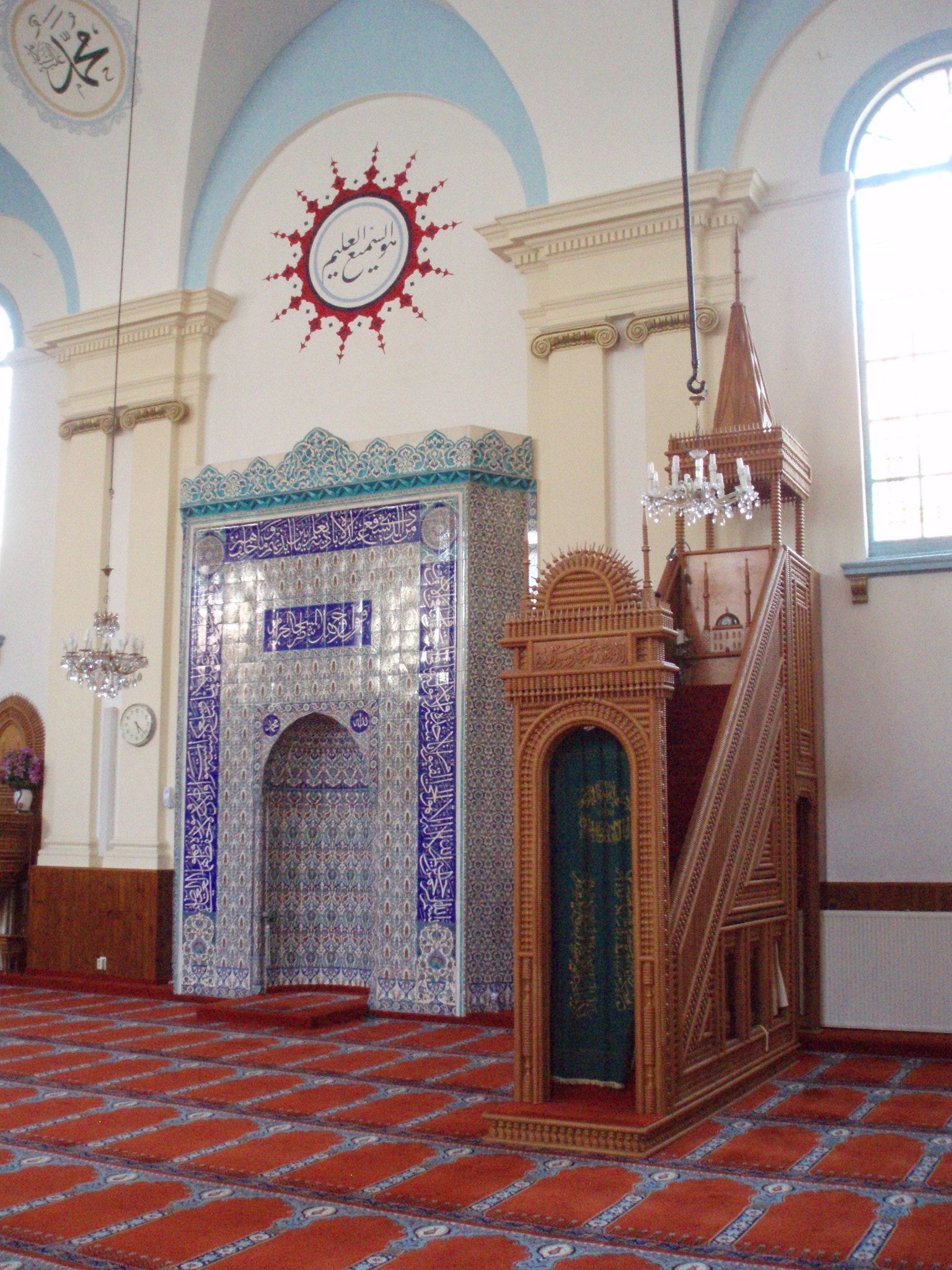
Minbar in der Aksa-Moschee in Den Haag

Laut dem CBS, dem niederländischen Amt für Statistik, sind 5 % der Einwohner des Landes Muslime (24. Oktober 2007). Frühere von dem CBS vorgestellte Statistiken zeigten eine größere Zahl auf, aber jene Informationen basierten lediglich auf Ethnizität und nicht auf den religiösen Glauben.
Im Jahr 2006 bekannten sich 850.000 niederländische Staatsbürger zum Islam. Davon waren 38 % türkischer, 31 % marokkanischer, 24 % asiatisch-afrikanischer und 4 % europäischer (ohne Niederlande) Herkunft; 1 % waren einheimische Niederländer. Unter den niederländischen Muslimen waren 40.000 Pakistaner, 34.000 Surinamesen, 31.000 Afghanen und 27.000 Iraker.
Einer Untersuchung der Universität Amsterdam zufolge bezeichnen sich 53.000 der niederländischen Muslime als streng orthodox, davon waren 24.000 marokkanisch- und 12.000 türkischstämmig.
Die Zahl der Zwölferschiiten, die einen niederländischen Pass besitzen, betrug am 1. Januar 2005 108.728, darunter Iraker, Afghanen und Iraner.

## Niederländische Konvertiten
Bis zum Jahr 2007 sind rund 12.000 autochthone Niederländer zum Islam konvertiert. Es wird geschätzt, dass jährlich 500 Niederländer zum Islam konvertieren. Niederländische Konvertiten sehen sich vielfach mit sprachlichen Problemen konfrontiert: in der Moschee verstehen sie oft den Inhalt der Predigt nicht, da diese häufig auf Arabisch oder Türkisch gehalten wird.

## Organisationen

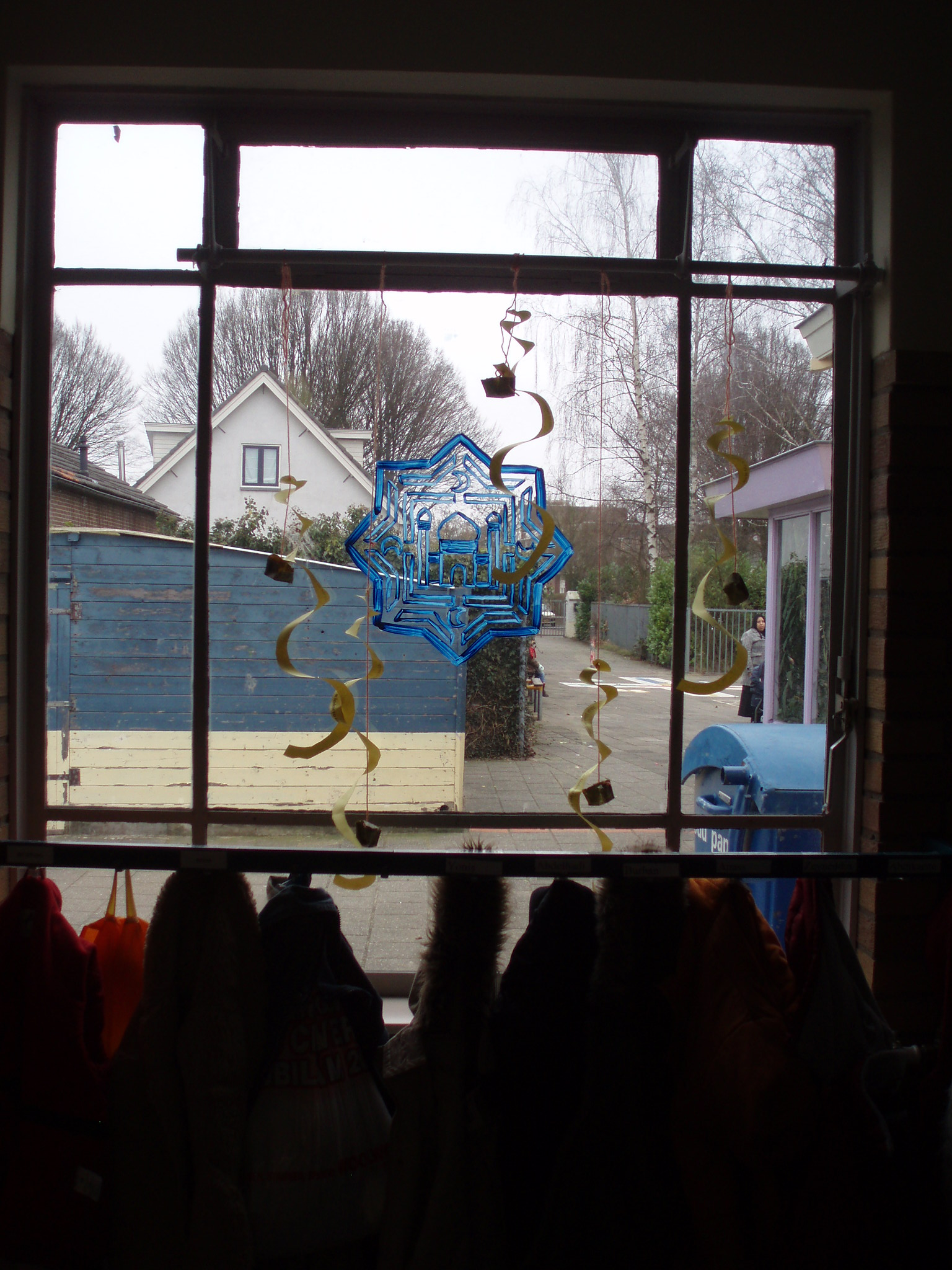
Fenstermalerei in der islamischen Grundschule Hidaya in Nijmegen

In den Niederlanden existieren mehr als 430 registrierte Moscheen, darunter über 220 türkische, 140 marokkanische und 50 surinamische. Es existieren islamische Buchhandlungen und Verlage sowie muslimische Frauen- und Jugendorganisationen. Im Rahmen des in den Niederlanden geltenden Rechts der Bildungsfreiheit gibt es etwa 45 islamische Grundschulen sowie zwei Hochschulen dieser Art (die Islamitische Scholengemeenschap Ibn Ghaldoun in Rotterdam sowie das Islamitisch College Amsterdam). Seit Ende der 2000er Jahre existiert außerdem ein islamischer Rundfunksender, der Nederlandse Moslim Omroep (NMO, niederländischer Rundfunk für Muslime).
Einige muslimische Dachverbände:
- Contactorgaan Moslims en Overheid (CMO) – „Kontaktorgan Muslime und Staat“, gilt als die wichtigste Vertretung der Muslime in den Niederlanden
- Contact Groep Islam (CGI)
- Ahmadiyya Muslim Community Netherlands
- Nederlandse Moslim Raad (NMR)
- Federatie Islamitische Organisaties Nederland (FION)
- Federatie van Moslimorganisaties Nederland (FOMON)
- Nederlands Islamitische parlement
- Islamitische Raad Nederland (IRN)
- Raad van Moskeeën Nederland

## Muslime in der Politik

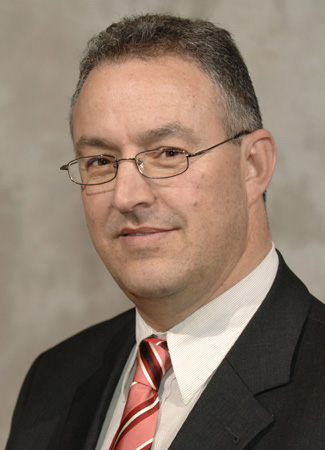
Ahmed Aboutaleb, erster muslimischer Bürgermeister einer westeuropäischen Großstadt

Politisch fühlen sich ungefähr zwei Drittel der Türken und Marokkaner „vorwiegend mit Angehörigen der eigenen ethnischen Gruppe verbunden“, die Wahlbeteiligung sowie generell politische Mitwirkung unter ihnen ist verhältnismäßig gering. Statistiken zeigen, dass niederländische Türken hierbei überwiegend (90 %) türkischstämmige Politiker wählen; bei den Marokkanern wählen nur halb so viel Politiker mit dem eigenen ethnischen Hintergrund. Trotz der mangelnden politischen Teilnahme eines Großteils der niederländischen Muslime befinden sich immer wieder muslimischstämmige Personen im Parlament; einer der ersten war 1994 Mohamed Rabbae. Nach den Wahlen 2003 gab es mindestens 10 Abgeordnete mit muslimischen Hintergrund im niederländischen Parlament: Nebahat Albayrak (PvdA), Coşkun Çörüz (CDA), Fatma Koşer Kaya (D66) und Fadime Örgü (VVD) sind dabei türkischer Herkunft; Khadija Arib (PvdA), Naïma Azough sowie Ali Lazrak (GL) sind marokkanischer Abstammung. Ebenfalls in der Zweiten Kammer waren damals Farah Karimi (GL), Nirmala Rambocus (CDA), und Ayaan Hirsi Ali (VVD). Seitdem gab es immer neue Parlamentarier mit muslimischem Hintergrund, wie Ahmed Marcouch, Samira Bouchibti, Nihat Eski und Nevin Özütok.
Im 2007 gebildeten vierten Kabinett von Ministerpräsident Balkenende befanden sich mit Ahmed Aboutaleb und Nebahat Albayrak erstmals zwei Muslime im Amt des Staatssekretärs.
Aboutaleb ist seit 2008 Bürgermeister von Rotterdam, die Stadt ist somit die erste westeuropäische Großstadt mit einem muslimischen Bürgermeister.
Zurzeit gibt es mit den Islam Democraten und der Nederlandse Moslim Partij zwei islamische politische Parteien in den Niederlanden; beide konnten aber bislang keine nennenswerten Wahlergebnisse verzeichnen.

## Kontroversen

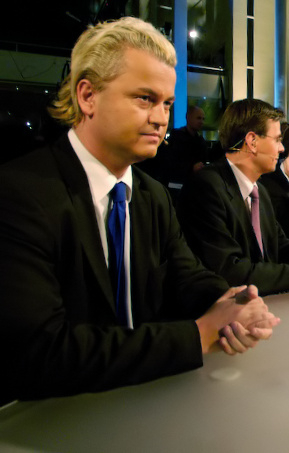
Vergleicht den Koran mit Hitlers Mein Kampf: der Rechtspopulist Geert Wilders

In den Niederlanden gibt es vielfach kritische Positionen zum Islam, bis hin zu einer offenen Islamfeindlichkeit; zu den bekannteren Islamkritikern und -gegnern zählen Politiker wie Geert Wilders (PVV), der 2002 ermordete Pim Fortuyn (LPF), Ayaan Hirsi Ali (VVD) und Ehsan Jami (PVV) sowie Wissenschaftler wie Afshin Ellian. Hirsi Ali bekommt seit 2002 Morddrohungen aus islamistischen Kreisen, auch Wilders erhält solche Androhungen regelmäßig; Jami wurde mehrfach gewaltsam von Muslimen attackiert.
Der Mord an dem Regisseur Theo van Gogh durch Mohammed Bouyeri, einen marokkanisch-niederländischen islamistischen Terroristen, am 2. November 2004 hat, ebenso wie die Verhaftung der Hofstad-Gruppe wegen des Vorwurfs des Terrorismus, eine Vielzahl von Diskussionen über den Islam und seinen Platz in der niederländischen Gesellschaft ausgelöst. So wurde über ein Verbot der Burka im Kabinett diskutiert. Nach dem Mord an van Gogh tauchten einige Webseiten auf, in denen die Tat gepriesen und weitere Morddrohungen gegen andere Leute gemacht wurden. Zur selben Zeit wurden am Wochenende nach dem Mord vier Brandanschläge auf Moscheen verübt, es folgten eine beträchtliche Anzahl von offensichtlichen Vergeltungstaten. Am 8. November wurden im Gegenzug christliche Kirchen ins Visier genommen. Ein Bericht der Anne Frank Stichting (Anne-Frank-Stiftung) und der Universität Leiden zufolge gab es im November 2004 insgesamt 174 gewalttätige Vorfälle; dabei wurden Moscheen 47 mal und Kirchen 13 mal zum Ziel der Gewalt.
Zwischen dem 23. November 2004 und dem 13. März 2005 verzeichnete die Korps landelijke politiediensten (KLPD), die niederländische Landespolizei, 31 Fälle von Gewaltakten gegen Moscheen und islamischen Schulen. Der Fall, der am meisten Aufsehen erregte, war der Brandanschlag, der im Dezember 2004 zur Zerstörung einer muslimischen Grundschule in Uden führte. Die Periode von stärkeren Spannungen zwischen Niederländern und der muslimischen Gemeinde wurde auch bezeugt durch Konfrontationen zwischen den so genannten „Lonsdale-Jugendlichen“ (niederländische Jugendliche, die bevorzugt Kleidung der Marke Lonsdale tragen) und türkischen und marokkanischen Jugendlichen in ländlichen Städten wie Venray.

### Scharia
Im Jahr 2006 rief der damalige Justizminister Piet Hein Donner eine Protestwelle hervor, als er vorschlug die Scharia, also das islamische Gesetz, in verfassungsgemäßer Weise in den Niederlanden zu akzeptieren. „Es ist für mich von sicherer Gewissheit: wenn morgen zwei Drittel aller Niederländer die Scharia einführen wollten, dann muss diese Möglichkeit gegeben sein. Könnte man es legal vereiteln? Es wäre auch ein Skandal zu sagen ‚das ist nicht erlaubt!‘. Die Mehrheit zählt. Das ist die Essenz der Demokratie.“ Diese Aussage wurde von Parteien jeglichen politischen Spektrums grundsätzlich abgelehnt, ebenso wie von einem muslimischen Führer.

### Wilders und die Muslime
Der von vielen Seiten als Rechtspopulist betrachtete Geert Wilders wurde mit seinen polarisierenden Ansichten zum Islam in den Niederlanden und in Europa, sowie mit den Reaktionen darauf, wiederholt zum Mittelpunkt des öffentlichen Interesses, und somit zu einer zentralen Figur in der Debatte um die Rolle des Islam in der westlichen Welt. Wilders verlangt vorrangig einen Einwanderungsstopp für Menschen aus muslimischen Ländern; weitere Forderungen seinerseits waren eine Steuer auf Kopftücher, die Schließung der muslimischen Schulen in den Niederlanden sowie ein Verbot des Koran. Der von ihm im März 2008 veröffentlichte Kurzfilm Fitna, in dem eine Collage aus Surenzitaten und Szenen islamistischer Gewalt zu sehen ist, rief international starke Kritik hervor. In den Niederlanden selbst waren die Reaktionen, auch von muslimischer Seite, gemäßigt. Zwei Jahre später rief der libanesisch-australische Hassprediger Feiz Mohammed, wie im September 2010 bekannt wurde, in einer Internetkonferenz offenbar zur Enthauptung Wilders auf, da dieser „den Islam verspottet habe“.
Ab dem 4. Oktober stand Wilders auf Grund seiner islamfeindlichen Aussagen (u. a. der Islam sei „faschistisch“, Prophet Mohammed ein „Barbar“) in Amsterdam wegen Volksverhetzung vor Gericht. Dort berief er sich auf das Recht auf Meinungsfreiheit. Das Gericht hingegen empfand Wilders Aussagen als „strafbare Anstachelung zum Hass auf Anhänger einer Religion“. Im Oktober 2010 bedrohte Taliban-Führer Sabjullah Mudschahed die niederländische Regierung: sollte sie die anti-islamischen Forderungen von Wilders umsetzen, werden die Niederlande „mit Sicherheit zum Ziel von Dschihadisten werden“.